# Otiothops hoeferi
Otiothops hoeferi är en spindelart som beskrevs av Antonio D. Brescovit och Alexandre B. Bonaldo 1993. Otiothops hoeferi ingår i släktet Otiothops och familjen Palpimanidae. Inga underarter finns listade i Catalogue of Life.